# Jim McIntosh
James Stewart "Jim" McIntosh (ur. 9 sierpnia 1930 w Detroit, zm. 24 lutego 2018) – amerykański wioślarz, srebrny medalista olimpijski.

## Kariera
Wystąpił na igrzyskach olimpijskich w Melbourne w 1956, gdzie reprezentacja USA w składzie: John Welchli, John McKinlay, Art McKinlay i Jim McIntosh zdobyła srebrny medal w czwórkach bez sternika. W finale o blisko 10 sekund przegrali z Kanadyjczykami, a o ponad 12 sekund wyprzedzili osadę Francji. Był to jego jedyny start olimpijski.
W 1959 zdobył brązowy medal w dwójkach ze sternikiem na igrzyskach panamerykańskich w Chicago. 
Uzyskał dyplom z inżynierii na University of Detroit Mercy. Następnie pracował w koncernie General Motors. 